# Matt Mead
Matthew Hansen "Matt" Mead (n. 11 martie 1962) a fost ce de-al 32-lea guvernator al statului Wyoming, Statele Unite ale Americii.